# Gunther Neuhaus
Gunther Neuhaus (* 19. September 1953 in Linz; † 10. Juli 2021 in Freiburg im Breisgau) war ein österreichischer Biologe, der bis zu seinem Eintritt in den Ruhestand im September 2020 Professor für Zellbiologie und Prorektor für Forschung an der Universität Freiburg im Breisgau war.

## Leben und Wirken
Neuhaus studierte nach der Matura im Jahr 1974 Biologie und Philosophie an der Universität Salzburg, wo er 1980 zum Dr. phil. promoviert wurde. Von 1980 bis 1987 forschte er am Max-Planck-Institut Ladenburg bei Heidelberg mit einer wissenschaftlichen Gasttätigkeit im Jahr 1982 an der Rockefeller University, New York City. Ab 1988 war er Wissenschaftler an der ETH Zürich, wo er sich 1993 mit einer Arbeit zur Entwicklungsbiologie der Pflanzen habilitierte.
1995 erhielt er den Ruf auf den Lehrstuhl für Zellbiologie am Biologischen Institut II der Universität Freiburg. Die Hauptarbeitsgebiete von Neuhaus sind die Zellbiologie und die Symmetrieentwicklung während der pflanzlichen Embryogenese. Weiter forscht er auf dem Gebiet von Signalnetzwerken in Pflanzen mit den Schwerpunkten abiotischer Stress und Licht.
1999 begründete er zusammen mit Ralf Reski die greenovation Biotech GmbH, die pharmazeutisch hoch wirksame Glykoproteine in geschlossenen Photobioreaktoren produziert. greenovation hat einen Moosbioreaktor zur biotechnologischen Herstellung von Arzneimittelwirkstoffen entwickelt, der eine sichere und kostengünstige Alternative zu anderen Produktionssystemen darstellt.
Neuhaus war Geschäftsführer des Zentrums für Angewandte Biowissenschaften an der Universität Freiburg. Ab der 36. Auflage 2008 war Neuhaus einer der Bearbeiter des bekannten, von Eduard Strasburger begründeten Lehrbuchs der Botanik und seit 2000 war Neuhaus Mitglied der Leopoldina.

## Veröffentlichungen (Auswahl)
- A. Pfeiffer, T. Kunkel, A. Hiltbrunner, G. Neuhaus, I. Wolf, V. Speth, E. Adam, F. Nagy, E. Schäfer: A cell-free system for light-dependent nuclear import of phytochrome. In: Plant J. Band 57, Nr. 4, 2009, S. 680–689.
- F. Barrionuevo, A. Naumann, S. Bagheri-Fam, V. Speth, M. M. Taketo, G. Scherer, A. Neubser: Sox9 is required for invagination of the otic placode in mice. In: Dev. Biol. Band 317, Nr. 1, 2008, S. 213–224.
- M. Rodríguez-Franco, F. Sarmiento, K. Marquardt, R. Markus, G. Neuhaus: Does light taste salty? In: Plant Sig. Behavior. Band 3, Nr. 1, Addenda 2008.
- M. Indorf, J. Cordero, G. Neuhaus, M. Rodríguez-Franco: Salt tolerance (STO), a stress-related protein, has a major role in light signalling. In: Plant J. Band 51, Nr. 4, 2007, S. 563–574.
- A. Weise, F. Altmann, M. Rodríguez-Franco, E. R. Sjoberg, W. Bäumer, H. Launhardt, M. Kietzmann, G. Gorr: High-level expression of secreted complex glycosylated recombinant human erythropoietin in the Physcomitrella Delta-fuc-t Delta-xyl-t mutant. In: Plant Biotechnol. J. Band 5, Nr. 3, 2007, S. 389–401.
- A. Weise, M. Rodríguez-Franco, B. Timm, M. Hermann, S. Link, W. Jost u. a.: Use of physcomitrella patens actin 5′ regions for high transgene expression: Importance of 5′ introns. In: Applied Microbiology and Biotechnology. Band 70, Nr. 3, 2006, S. 337–345.
- J. Medina, M. Rodríguez-Franco, A. Penalosa, M. J. Carrascosa, G. Neuhaus, J. Salinas: Arabidopsis mutants deregulated in RCI2A expression reveal new signaling pathways in abiotic stress responses. In: Plant Journal. Band 42, Nr. 4, 2005, S. 586–597.
- C. Balagueì, B. Lin, C. Alcon, G. Flottes, S. Malmström, C. Köhler u. a.: HLM1, an essential signaling component in the hypersensitive response, is a member of the cyclic nucleotide-gated channel ion channel family. In: Plant Cell. Band 15, Nr. 2, 2003, S. 365–379.
- N. Rober-Kleber, J. T. P. Albrechtovaì, S. Fleig, N. Huck, W. Michalke, E. Wagner u. a.: Plasma membrane H+-ATPase is involved in auxin-mediated cell elongation during wheat embryo development. In: Plant Physiology. Band 131, Nr. 3, 2003, S. 1302–1312.
- C. Coenen, N. Bierfreund, H. Lüthen, G. Neuhaus: Developmental regulation of H+-ATPase-dependent auxin responses in the diageotropica mutant of tomato (lycopersicon esculentum). In: Physiologia Plantarum. Band 114, Nr. 3, 2002, S. 461–471.
- S. Kircher, P. Gil, L. Kozma-Bognr, E. Fejes, V. Speth, T. Husselstein-Muller, D. Bauer, E. Adam, E. Schäfer, F. Nagy: Nucleocytoplasmic partitioning of the plant photoreceptors phytochrome A, B, C, D, and E is regulated differentially by light and exhibits a diurnal rhythm. In: Plant Cell. Band 14, Nr. 7, 2002, S. 1541–1555.
- L. Morstadt, P. Gräber, L. De Pascalis, H. Kleinig, V. Speth, P. Beyer: Chemiosmotic ATP synthesis in photosynthetically inactive chromoplasts from Narcissus pseudonarcissus L. linked to a redox pathway potentially also involved in carotene desaturation. In: Planta. Band 215, Nr. 1, 2002, S. 134–140.
- C. Fischer-Iglesias, B. Sundberg, G. Neuhaus, A. Munte Jones: Auxin distribution and transport during embryonic pattern formation in wheat. In: Plant Journal. Band 26, Nr. 2, 2001, S. 115–129.
- C. Köhler, T. Merkle, D. Roby, G. Neuhaus: Developmentally regulated expression of a cyclic nucleotide-gated ion channel from arabidopsis indicates its involvement in programmed cell death. In: Planta. Band 213, Nr. 3, 2001, S. 327–332.
- M. Schledz, A. Seidler, P. Beyer, G. Neuhaus: A novel phytyltransferase from synechocystis sp. PCC 6803 involved in tocopherol biosynthesis. In: FEBS Letters. Band 499, Nr. 1-2, 2001, S. 15–20.
- H. Gierens, M. Nauck, M. Roth, R. Schinker, C. Schurmann, H. Scharnagl u. a.: Interleukin-6 stimulates LDL receptor gene expression via activation of sterol-responsive and Sp1 binding elements. In: Arteriosclerosis, Thrombosis, and Vascular Biology. Band 20, Nr. 7, 2000, S. 1777–1783.
- C. Köhler, G. Neuhaus: Characterisation of calmodulin binding to cyclic nucleotide-gated ion channels from arabidopsis thaliana. In: FEBS Letters. Band 471, Nr. 2-3, 2000, S. 133–136.
- P. Obrdlik, G. Neuhaus, T. Merkle: Plant heterotrimeric G protein β subunit is associated with membranes via protein interactions involving coiled-coil formation. In: FEBS Letters. Band 476, Nr. 3, 2000, S. 208–212.

## Weitere Engagements
- 1998–2011 Direktor am Zentrum für Angewandte Biowissenschaften der Universität Freiburg
- 2002 Mitglied des Biovalley Expert Teams
- 2002–2004 Mitglied der “Task force group in Life Science” der Universität Freiburg
- 2003 Advisor “Biotechnology-Team Baden-Württemberg”
- 2003 European Coordinator des World-Challenge-Programms “Harvest Plus”(www.harvestplus.org)
- 2006–2012 Mitglied des Autorenteams für den Strasburger
- 2008–2010 Prodekan der Fakultät für Biologie
- 2010–2012 Dekan der Fakultät für Biologie
- 2012–2020 Prorektor für Forschung an der Albert-Ludwigs-Universität

## Mitgliedschaften und Auszeichnungen
- 1980 1. Preis der Stadt Salzburg für die beste Doktorarbeit
- Seit 2000 Mitglied der Deutschen Akademie der Naturforscher Leopoldina
- Gutachtertätigkeit für DFG, NSF, USDA, Japanese Frontier Science Program, Schweizer Nationalfonds und Human Science Frontier Program Organisation
- Severo Ochoa Advisory Committee (2010–2011)